# 1月8日
1月8日（いちがつようか）は、グレゴリオ暦で年始から8日目に当たり、年末まであと357日（閏年では358日）ある。

## できごと
- 645年（貞観18年12月5日） - 唐の仏僧の玄奘三蔵がインドなどを巡る16年の旅から帰国。
- 871年 - イングランド王エゼルレッドとその弟アルフレッド率いるアングロ・サクソン軍が、デーン人ヴァイキングの軍勢をアッシュダウンの戦いで撃破した。
- 1198年 - インノケンティウス3世がローマ教皇に選出される。
- 1297年 - フランソワ・グリマルディらがモナコ要塞を占拠。モナコ公国が成立。
- 1499年 - フランス王ルイ12世がブルターニュ女公アンヌと再婚。
- 1558年 - 1月1日始まったカレー包囲戦が終結。フランソワ・ド・ギーズの手により、1347年8月4日以来イングランド領となっていた同市がフランス王国領に戻る。
- 1746年 - 第二次ジャコバイト蜂起（英語版）: チャールズ小僭王がスターリングを占領。
- 1790年 - 米大統領ジョージ・ワシントンが初の一般教書演説を行う。
- 1806年 - イギリス領植民地としてケープ植民地が発足。
- 1815年 - 米英戦争: ニューオーリンズの戦い。
- 1863年 - 南北戦争: 第2次スプリングフィールドの戦い（英語版）。
- 1872年 - 仙台県が宮城県に改称。
- 1875年 - 文部省が、学齢を満6歳から満14歳までと定める。
- 1877年 - クレイジー・ホースがモンタナ州でアメリカ騎兵隊（英語版）との最後の戦いに挑む。
- 1889年 - ハーマン・ホレリスがタビュレーティングマシンの特許を取得。
- 1912年 - アフリカ民族会議成立。
- 1912年 - 国鉄上野駅に日本初の発車ベルを設置。
- 1918年 - ウィルソン米大統領が議会で第一次大戦和平と戦後世界についての「十四か条の平和原則」を発表。
- 1926年 - アブドゥルアズィーズ・イブン＝サウードがヒジャーズ国王に即位。
- 1926年 - バオ・ダイが阮朝最後の皇帝に即位。
- 1927年 - 日本水平社結成。
- 1932年 - 桜田門事件: 陸軍観兵式の帰途、天皇の馬車が桜田門の警視庁前を通りかかったとき、群衆の中から手榴弾が投げられる昭和天皇暗殺未遂事件が発生[1]。
- 1932年 - 栃木県阿久津町内で行われていた小作料の減額交渉をめぐり、労農大衆党と大日本生産党が武力衝突して3人が死亡、数十人が負傷[2]。500余人が保護検束される。
- 1934年 - 京都駅構内で呉海兵団入営臨時列車の見送り客圧死事故。（京都駅跨線橋転倒事故）
- 1936年 - イランでヘジャブ着用が禁じられる。（キャシュフェ・ヘジャーブ）
- 1941年 - 戦陣訓が布告される。
- 1948年 - マンテル大尉事件が起こる。
- 1958年 - 沖縄立法院が、沖縄で日本の教育基本法等の教育諸法を適用する法律を公布。
- 1959年 - シャルル・ド・ゴールがフランス第五共和政の初代大統領に、ミシェル・ドブレが首相に就任。
- 1964年 - リンドン・ジョンソン米大統領が一般教書演説で「貧困との戦い（英語版）」を宣言。
- 1973年 - ソ連の月探査機「ルナ21号」が打ち上げ。
- 1984年 - ブルネイが東南アジア諸国連合 (ASEAN) に加盟。
- 1985年 - 東京大学宇宙科学航空研究所がハレー彗星探査機「さきがけ」を打上げ。日本初の人工惑星となる。
- 1989年 - 前日（7日）の昭和天皇の崩御に伴う明仁親王の皇位継承により、元号を改める政令に基づき、「平成」に改元[3]。日本の元号史上初めて法令（元号法）に基づいて改元が行われた。
- 1989年 - ブリティッシュミッドランド航空92便不時着事故。
- 1992年 ｰ 小惑星エゲリアが掩蔽し直径が分かった。
- 1993年 - 日本ビクター（現：JVCケンウッド）が家庭用ハイビジョンVTRの試作機を開発。
- 1996年 - 青山剛昌の同名漫画原作のTVアニメ『名探偵コナン』がよみうりテレビ・東京ムービー→TMSの制作により、よみうりテレビ・日本テレビ系列で同日の夜7時30分から8時枠で放送開始
- 1994年 - ワレリー・ポリャコフが宇宙ステーションミールに向かうためにソユーズTM-18で地球を出発。1995年3月22日に帰還するまでの437日は世界最長の宇宙滞在期間。
- 2005年 - 米海軍の原子力潜水艦「サンフランシスコ」が最大速度で航行中に海山に衝突。乗組員1人が死亡。
- 2007年 - 第85回全国高校サッカー選手権大会で、岩手県代表の盛岡商業高等学校が岩手県勢初の優勝を果たす。
- 2011年 - 米アリゾナ州ツーソンで男が銃を乱射。ガブリエル・ギフォーズ民主党下院議員を含む人が7名が死亡し、十数人が負傷した[4]。
- 2012年 - 日本大使館放火事件が起こる[5]。
- 2019年 - 女子レスリング吉田沙保里が現役引退を発表[6]。
- 2019年 - NGT48山口真帆暴行被害事件: NGT48のメンバー、山口真帆が配信で暴行被害を告白。大きな騒動へと発展する。
- 2023年 - ブラジルの首都ブラジリアで、昨年に落選したボルソナーロ前大統領の選挙をめぐる「不正」を訴えたデモ参加者ら約4千人が暴徒化[7]。大統領府や国会議事堂、最高裁判所に侵入し、1500名超が逮捕された[8]。
- 2024年 - 田中角栄元首相の自宅だった住宅が、火災により全焼する[9]。
- 2025年 - ジョー・バイデン大統領が1月7日のロサンゼルスの山火事を大規模災害に認定することを宣言。ロサンゼルスでは3万人に避難命令が出された。

## 誕生日

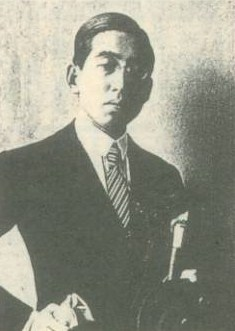
詩人、堀口大學(1892-1981)。代表作に『月下の一群』(1925)など

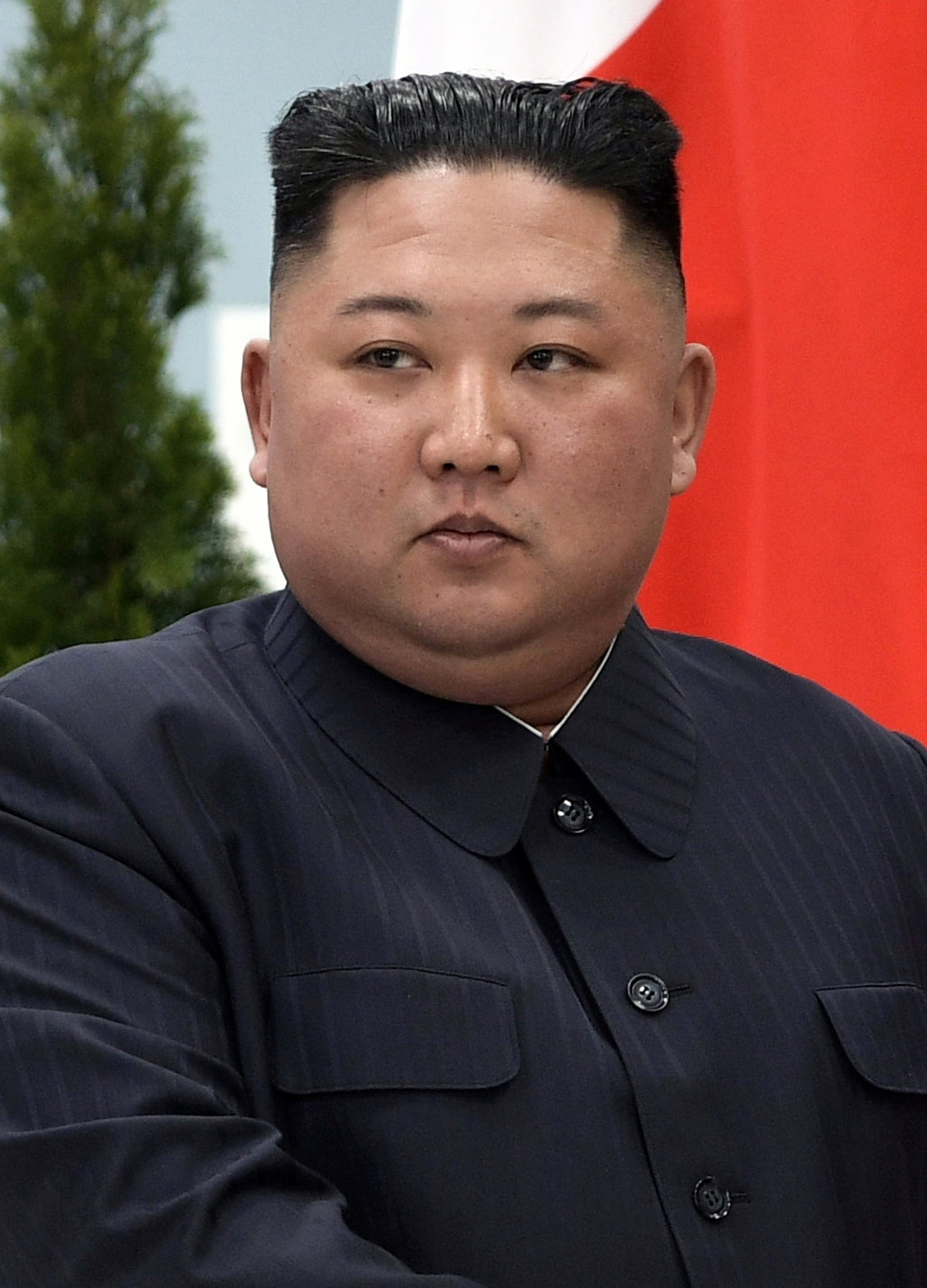
北朝鮮最高指導者、金正恩(1984-)

- 1037年（景祐3年12月19日） - 蘇軾、詩人、書家、政治家（+ 1101年）
- 1556年（弘治元年11月27日） - 上杉景勝、安土桃山時代から江戸時代の大名（+ 1623年）
- 1712年（正徳元年12月1日） - 松平忠俔、第3代島原藩主（+ 1738年）
- 1767年（明和3年12月8日） - 大岡忠要、第3代岩槻藩主（+ 1786年）
- 1768年（明和4年11月19日） - 松平直之、第5代明石藩主（+ 1786年）
- 1775年（安永3年12月7日） - 小出英筠、第7代園部藩主（+ 1821年）
- 1797年（寛政8年12月11日） - 石川総承、第7代下館藩主（+ 1865年）
- 1811年（文化3年12月14日） - 細川行芬、第9代宇土藩主（+ 1876年）
- 1823年 - アルフレッド・ラッセル・ウォレス、生物学者（+ 1913年）
- 1830年 - ハンス・フォン・ビューロー、指揮者、ピアニスト（+ 1894年）
- 1836年 - ローレンス・アルマ＝タデマ、画家（+ 1912年）
- 1845年（天保15年12月1日） - 上野景範、外交官（+ 1888年）
- 1854年（嘉永6年12月10日） - 久世広文、第8代関宿藩主（+ 1899年）
- 1856年（安政2年12月1日） - 湯本武比古、教育者（+ 1925年）
- 1860年（安政6年12月16日） - 下瀬雅允、発明家（+ 1911年）
- 1863年 - パウル・シェーアバルト、作家（+ 1915年）
- 1863年 - エレン・センプル、地理学者（+ 1932年）
- 1866年 - ハリス・ライアン、電子工学研究者（+ 1934年）
- 1867年 - エミリー・グリーン・ボルチ、作家、平和主義者（+ 1961年）
- 1869年（明治元年11月26日） - 寺野精一、造船学者（+ 1923年）
- 1873年 - リュシアン・カペー、音楽家（+ 1928年）
- 1875年 - 五味国太郎、俳優（+ 1922年）
- 1877年 - 鯉沼巌、官僚、元秋田県知事（+ 1933年）
- 1878年 - リチャード・ポンソンビー＝フェイン、日本学者（+ 1937年）
- 1883年 - パーヴェル・フィローノフ、画家、美術理論家（+ 1941年）
- 1883年 - ペンティ・エーリス・エスコラ、地質学者（+ 1964年）
- 1888年 - 野村秀雄、ジャーナリスト、元熊本日日新聞社社長、第8代日本放送協会会長（+ 1964年）
- 1891年 - ブロニスラヴァ・ニジンスカ、舞踏家、振付師（+ 1972年）
- 1892年 - 堀口大學、詩人（+ 1981年）
- 1894年 - マキシミリアノ・コルベ、カトリック司祭（+ 1941年）
- 1894年 - 清水重夫、官僚、海軍司政長官、元和歌山県知事（+ 1982年）
- 1895年 - 北村寿夫、脚本家、児童文学作家（+ 1982年）
- 1895年 - 三浦義男、政治家、元宮城県知事（+ 1965年）
- 1897年 - ヴァルター・グラマッテ、画家（+ 1929年）
- 1900年 - 西尾寿男、官僚、実業家、初代日本交通公社（現JTB）社長（+ 1990年）
- 1902年 - 河上徹太郎、文芸評論家、音楽評論家（+ 1980年）
- 1903年 - 大石義雄、憲法学者、京都大学名誉教授（+ 1991年）
- 1904年 - 高見三郎、政治家、第93代文部大臣（+ 1978年）
- 1905年 - ジャチント・シェルシ、作曲家（+ 1988年）
- 1907年 - 林敬三、官僚、第35代鳥取県知事、初代内事局長官、初代警察予備隊総隊総監、初代保安庁第一幕僚長（+ 1991年）
- 1908年 - 澤村宗十郎 (8代目)、歌舞伎役者（+ 1975年）
- 1909年 - ホセ・ファーラー、俳優（+ 1992年）
- 1909年 - 新郷重夫、技術者（+ 1990年）
- 1909年 - 岩崎忠雄、実業家、三菱モンサント化成（現三菱ケミカル）元社長（+ 1990年）
- 1910年 - ガリーナ・ウラノワ、バレリーナ（+ 1998年）
- 1910年 - 三浦新、工学者（+ 1996年）
- 1910年 - 魚返善雄、言語学者、中国文学研究者（+ 1966年）
- 1912年 - 今井正、映画監督（+ 1991年）
- 1912年 - 藤田進、俳優（+ 1990年）
- 1914年 - 松澤初穂、水泳選手（+ 2011年）
- 1914年 - 大泉隆司、大相撲力士（+ 没年不詳）
- 1915年 - 佐々木良作、政治家（+ 2000年）
- 1915年 - 遊佐正憲、水泳選手、1932年ロサンゼルス五輪、1936年ベルリン五輪金メダリスト（+ 1975年）
- 1917年 - 田村三郎、農芸化学者（+ 2015年）
- 1917年 - 星田啓三、将棋棋士（+ 1995年）
- 1917年 - 植野登、やり投げ選手（+ 没年不詳）
- 1918年 - 岩出清、元プロ野球選手
- 1918年 - 山川彌千枝、『薔薇は生きてる』著者（+ 1933年）
- 1920年 - 早石修、医学者（+ 2015年）
- 1923年 - ジョセフ・ワイゼンバウム、計算機科学研究者（+ 2008年）
- 1923年 - 萩原寛、プロ野球選手（+ 1997年）
- 1926年 - 森英恵、ファッションデザイナー（+ 2022年）
- 1929年 - 初井言榮、女優（+ 1990年）
- 1930年 - 小山内美江子、脚本家（+ 2024年）
- 1931年 - 伊海田弘、俳優、声優（+ 1997年）
- 1932年 - 鈴木幸雄、元プロ野球選手（+ 2022年）
- 1933年 - 小川国彦、政治家、元成田市長（+ 2017年）
- 1935年 - エルヴィス・プレスリー、歌手（+ 1977年）
- 1935年 - レノ・ベルトイア、元プロ野球選手（+ 2011年）
- 1936年 - 大森暁美、女優
- 1936年 - ロバート・メイ、生物学者（+ 2020年）
- 1936年 - 浜田宏一、経済学者
- 1937年 - 結城亮一、作家
- 1939年 - 笹川陽平、日本財団第3代会長
- 1939年 - 矢部丈太郎、官僚
- 1941年 - グレアム・チャップマン、コメディアン（モンティ・パイソン）（+ 1989年）
- 1941年 - 畑村洋太郎、工学者
- 1942年 - 小泉純一郎[10]、元政治家、第87・88・89代内閣総理大臣、第20代自由民主党総裁
- 1942年 - スティーヴン・ホーキング、理論物理学者（+ 2018年）
- 1942年 - 角川春樹、実業家、俳人
- 1942年 - 落合信彦、ジャーナリスト
- 1942年 - イヴェット・ミミュー、女優（+ 2022年）
- 1942年 - 真屋順子、女優（+ 2017年）
- 1943年 - 今井郁次、実業家、元NTTコムウェア社長
- 1943年 - 尾﨑晌、実業家、合気道家
- 1944年 - 荒木一郎、シンガーソングライター
- 1944年 - 赤井喜代次、元プロ野球選手
- 1945年 - 渡井美代子、チェスプレーヤー
- 1946年 - ロビー・クリーガー、ミュージシャン（ドアーズ）
- 1947年 - デヴィッド・ボウイ、歌手（+ 2016年）
- 1947年 - 寺田千代乃、実業家、アート引越センター創業者
- 1948年 - 木野花、演出家、女優
- 1948年 - 三沢真、国土交通官僚
- 1948年 - 淵上澄雄、元プロ野球選手
- 1949年 - 今村隆郎、実業家、日清オイリオグループ会長、日本植物油協会会長
- 1949年 - 佐々木剛、元プロ野球選手
- 1949年 - 木之本興三、元サッカー選手
- 1950年 - 上恭ノ介、声優、フリーアナウンサー、ラジオパーソナリティー、ナレーター
- 1950年 - 吉沢やすみ、漫画家
- 1951年 - もんたよしのり、歌手（+ 2023年）
- 1951年 - ジョン・マクティアナン、映画監督
- 1952年 - 鮫島有美子、声楽家
- 1952年 - 大迫たつ子、プロゴルファー
- 1952年 - ヴラジーミル・フェルツマン、ピアニスト
- 1952年 - 坂本敏美、元騎手（+ 2008年）
- 1953年 - 松井一實、政治家、広島市長
- 1953年 - 土井敏邦、フリージャーナリスト
- 1954年 - 田尾安志、元プロ野球選手、監督
- 1955年 - 新井飛山、書家
- 1955年 - 永井寛孝、声優
- 1956年 - ジャック・ウォマック、小説家
- 1956年 - コンスタンティン・カキュシス、外交官
- 1957年 - 田中甲、政治家
- 1957年 - 中田宗男、元プロ野球選手
- 1957年 - ナチョ・ドゥアト、バレエダンサー、振付師
- 1958年 - 山口貢、実業家、21代神戸製鋼所社長
- 1958年 - 山田宏、政治家、元杉並区長、元日本創新党党首
- 1958年 - 佐々部清、映画監督（＋ 2020年）
- 1959年 - 柳家亀太郎、三味線漫談家
- 1959年 - 飯田哲也、エネルギー学者
- 1959年 - 近江谷好幸、カーリング選手
- 1959年 - ポール・ヘスター (Paul Hester)、ミュージシャン（クラウデッド・ハウス）（+ 2005年）
- 1960年 - ランディ・レディ、元プロ野球選手
- 1960年 - 前田雄吉、政治家
- 1961年 - 石垣環、漫画家
- 1961年 - きくち正太、漫画家
- 1961年 - 堀千亜樹、調教師、元騎手
- 1962年 - 綿貫泰之、経営者
- 1963年 - 烏賀陽弘道、ジャーナリスト、音楽評論家
- 1963年 - 小林浩美、プロゴルファー
- 1963年 - 寺田千代、歌手（ドリーミング）
- 1963年 - 寺田嘉代、歌手（ドリーミング）（+ 2019年）
- 1963年 - 直江喜一、俳優
- 1965年 - 高橋信太郎、実業家
- 1965年 - 高階由利子、元プロレスラー
- 1965年 - パスカル・オビスポ、歌手、作曲家、音楽プロデューサー
- 1965年 - 宮城宗典、ミュージシャン（ヒルビリー・バップス）（+ 1988年）
- 1966年 - 山田玲司、漫画家
- 1966年 - ロレッタ・リー、女優
- 1966年 - アンドリュー・ウッド、シンガーソングライター（+ 1990年）
- 1967年 - R・ケリー、歌手
- 1967年 - マウゴジャータ・フォレムニャック (Małgorzata Foremniak)、女優
- 1967年 - ミシェル・フォーブス、女優
- 1967年 - 鎌田さゆり、政治家
- 1967年 - 田口竜二、元プロ野球選手
- 1968年 - 小達敏昭、プロゴルファー
- 1968年 - 蛍原徹、お笑い芸人（元雨上がり決死隊）
- 1968年 - ウラディミール・マラーホフ、バレエダンサー
- 1968年 - ブル中野、元プロレスラー
- 1968年 - 足立亘、元プロ野球選手
- 1968年 - 井沢ひろし、漫画原作者、構成作家
- 1968年 - 秦建日子、脚本家、演出家
- 1969年 - 三船雅彦、自転車ロードレーサー
- 1969年 - 井岡弘樹、元プロボクサー、元WBC世界ミニマム級王者、元WBA世界ライトフライ級王者
- 1970年 - 荻野正二、元バレーボール選手、コーチ
- 1970年 - 種馬マン[11]、お笑いタレント（モリマン）
- 1970年 - 細井正美、元女優、元グラビアアイドル
- 1971年 - 川崎憲次郎、元プロ野球選手
- 1971年 - 今井喜美子、女優、スーツアクター
- 1971年 - ジェイソン・ジアンビ、元プロ野球選手
- 1971年 - ジェラルディン・ペラス (Géraldine Pailhas)、女優
- 1972年 - 田村亮、お笑い芸人（ロンドンブーツ1号2号）
- 1972年 - 広重玲子、元アナウンサー
- 1973年 - 竹浪秀行、イラストレーター
- 1973年 - 松本幸四郎 (10代目)、歌舞伎役者
- 1973年 - ショーン・ポール、歌手
- 1973年 - 緒方林太郎、政治家
- 1973年 - マイク・キャメロン、元プロ野球選手
- 1974年 - 満田伸明、俳優
- 1974年 - 若狭たけし、漫画家
- 1975年 - 千葉麗子、実業家、ヨーガインストラクター
- 1975年 - ジェレミー・ゴンザレス、元プロ野球選手（+ 2008年）
- 1975年 - エレーナ・グルシナ、フィギュアスケート選手
- 1975年 - ハリス・ジャヤラジ (Harris Jayaraj)、作曲家
- 1975年 - ダーク・ヴェルビューレン、ミュージシャン、ドラマー
- 1976年 - 松崎ナオ、シンガーソングライター
- 1976年 - 市川由紀乃、演歌歌手
- 1977年 - 石月努、ミュージシャン（元FANATIC◇CRISIS）
- 1977年 - アンバー・ベンソン、女優
- 1977年 - イ・ユジン、女優
- 1978年 - 大宮司進、キックボクサー
- 1978年 - パク・チニ、女優
- 1979年 - アドリアン・ムトゥ、サッカー選手
- 1979年 - 小泉拓、ミュージシャン、ドラマー（クリープハイプ）
- 1979年 - 北川利之、元プロ野球選手
- 1979年 - 平本学、元プロ野球選手
- 1979年 - サラ・ポーリー、女優
- 1980年 - 君嶋ゆかり、タレント
- 1980年 - 井野俊郎、政治家
- 1980年 - 桧野真奈美、ボブスレー選手
- 1980年 - レイチェル・ニコルズ、女優
- 1981年 - 園原ゆかり、モデル
- 1981年 - 三上尚子、サッカー指導者、元サッカー選手
- 1981年 - マシュー・ヨスト、フィギュアスケート選手
- 1981年 - ジェフ・フランシス、元プロ野球選手
- 1982年 - 栗原健太、元プロ野球選手
- 1982年 - 高岡亜衣、歌手
- 1982年 - 江口ヒロミ、女優
- 1982年 - 鮎河ナオミ、モデル
- 1982年 - ギャビー・ホフマン、女優
- 1983年 - 清水千賀、元女優
- 1983年 - 中村愛美、女優
- 1983年 - シャーメイ・リー、女優
- 1983年 - 阿諏訪泰義[12]、お笑いタレント（うしろシティ）
- 1984年 - 金正恩、朝鮮民主主義人民共和国（北朝鮮）の最高指導者
- 1984年 - ジェフ・フランコーア、元プロ野球選手
- 1984年 - 松井えり菜、画家
- 1985年 - 長谷川恵美、女優
- 1986年 - 小澤マリア、実業家、元AV女優
- 1986年 - 中村勇太、政治家
- 1986年 - ジェームズ・ラッセル、プロ野球選手
- 1986年 - ダビド・シルバ、プロサッカー選手
- 1987年 - 後藤沙緒里[13]、声優
- 1987年 - シンシア・エリヴォ、女優
- 1988年 - 高松卓矢、バレーボール選手
- 1988年 - 松浦みなみ[14]、モデル、レースクイーン
- 1988年 - アリソン・ハーバード (Allison Harvard)、モデル、女優
- 1989年 - 信江勇、タレント
- 1989年 - 佐山愛、AV女優
- 1989年 - キム・ガウン、女優
- 1990年 - 佐藤あずさ、声優
- 1990年 - seeeeecun、シンガーソングライター
- 1990年 - 伊藤謙司郎、ノルディックスキー選手
- 1990年 - 八反田康平、サッカー選手
- 1990年 - 琴香、元プロレスラー
- 1990年 - ファン・ドミンゲス・ラマス、サッカー選手
- 1990年 - 許昕、卓球選手
- 1991年 - 樋井明日香、女優、元アイドル（元HINOIチーム）
- 1991年 - 佐藤峻一、元プロ野球選手
- 1991年 - 任基準、元プロ野球選手
- 1991年 - ホルヘ・エンリケス、サッカー選手
- 1991年 - タッド・フジカワ、ゴルファー
- 1991年 - アラン・マルケス・ロウレイロ、サッカー選手
- 1991年 - ジミン、元アイドル（元AOA）
- 1992年 - 麻亜里、タレント
- 1992年 - 森唯斗、プロ野球選手
- 1992年 - 稲垣雄太、サッカー選手
- 1993年 - 西田有沙、ファッションモデル
- 1993年 - イゴール、プロサッカー選手
- 1994年 - 長山竜一郎、お笑い芸人（おおぞらモード）
- 1996年 - 佐野玲於、パフォーマー（GENERATIONS from EXILE TRIBE）
- 1996年 - 篠崎彩奈、アイドル（元AKB48）
- 1997年 - 長田麻衣奈、歌手
- 1997年 - 川口千里、ドラム奏者
- 1997年 - 渡邊佳明、プロ野球選手
- 1997年 - 飛鳥りん、元AV女優
- 1997年 - ヤン・クフタ、サッカー選手
- 1998年 - 音羽、アーティスト（元Team48）
- 1998年 - 橋本侑樹、プロ野球選手
- 1998年 - マヌエル・ロカテッリ、サッカー選手
- 1999年 - 丸尾崇真、ラグビー選手
- 1999年 - 青空ひかり、AV女優
- 2000年 - 今井巴菜、元プロ野球選手
- 2000年 - ちとせよしの、グラビアアイドル、タレント
- 2000年 - 八蜜凛、AV女優
- 2001年 - 山田杏奈、女優
- 2001年 - 吉成名高、ムエタイ選手兼キックボクシング指導員
- 2001年 - 行木俊、元プロ野球選手
- 2002年 - 前田翔茉、サッカー選手
- 2002年 - 山田大樹、サッカー選手
- 2009年 - 赤間凛音、スケートボーダー
- 生年不詳 - 凛城きら、女優、宝塚歌劇団専科
- 生年不詳 - 吉河順央、歌手
- 生年不詳 - 丹千尋、ピアニスト
- 生年不詳 - 井本ケイ[15]、声優
- 生年不詳 - 小林貴、声優
- 生年不詳 - 末柄里恵、声優
- 生年不詳 - 森永千才、声優
- 生年不詳 - 森山和輝、声優
- 生年不詳 - 木村亮俊、元声優

## 忌日

### 人物
- 1107年 - エドガー、スコットランド王（* 1072年）
- 1186年（文治元年12月16日）- 平忠房、平安時代の武将
- 1337年 - ジョット・ディ・ボンドーネ、画家、彫刻家、建築家（* 1267年）
- 1398年（応永4年12月20日）- 九条忠基、南北朝時代の公卿（* 1345年）
- 1557年 - アルブレヒト・アルキビアデス、ブランデンブルク＝クルムバッハ辺境伯（* 1552年）
- 1567年 - ヤコブス・ファート、作曲家（* 1529年頃）
- 1591年（天正18年12月13日）- 荒尾善次、戦国武将（* 1508年）
- 1642年 - ガリレオ・ガリレイ、天文学者（* 1564年）
- 1673年（寛文12年11月21日）- 吉田光由、和算家（* 1598年）
- 1704年 - ロレンツォ・ベッリーニ（英語版）、医師、解剖学者（* 1643年）
- 1712年（正徳元年12月1日）- 浅見絅斎、儒学者（* 1652年）
- 1713年 - アルカンジェロ・コレッリ、作曲家（* 1653年）
- 1768年（明和4年11月19日）- 山内豊敷、第8代土佐藩主（* 1712年）
- 1770年 - ジョン・マイケル・ライスブラック（英語版）、フランドルの彫刻家（* 1694年）
- 1775年 - ジョン・バスカヴィル、印刷業者・書体デザイナー（* 1706年）
- 1792年 - フィリップ・ソーヴァン（フランス語版）、画家（* 1697年）
- 1794年 - ユストゥス・メーザー、法学者、政治家、作家（* 1720年）
- 1825年 - イーライ・ホイットニー、発明家（* 1765年）
- 1826年（文政8年12月1日）- 松平治好、第11代福井藩主（* 1768年）
- 1831年 - フランティシェック・ヴィンツェンツ・クラマーシュ、作曲家（* 1759年）
- 1864年 - ヴィクトル・ドゥルラン、作曲家（* 1780年）
- 1874年 - シャルル・エティエンヌ・ブラッスール・ド・ブールブール、司祭（* 1814年）
- 1878年 - ニコライ・ネクラーソフ、詩人（* 1821年）
- 1880年 - ジョシュア・ノートン、アメリカ合衆国皇帝を自称した人物（* 1818年）
- 1891年 - フレドリック・パシウス（英語版）、作曲家（* 1809年）
- 1894年 - レオポルト・フォン・シュレンク、動物学者、地理学者、民族誌学者（* 1826年）
- 1896年 - ポール・ヴェルレーヌ、詩人（* 1844年）
- 1896年 - 関谷清景、日本人初の地震学者（* 1855年）
- 1907年 - コーネリアス・オサリバン（英語版）、ビール醸造化学者（* 1841年）
- 1916年 - レンブラント・ブガッティ、彫刻家（* 1884年）
- 1919年 - ペーター・アルテンベルク、小説家（* 1859年）
- 1919年 - ジム・オルーク、元プロ野球選手（* 1850年）
- 1923年 - 島村速雄、日本海軍の軍令部長（* 1858年）
- 1925年 - 植村正久、キリスト教伝道者、牧師（* 1858年）
- 1935年 - ルイ・ド・ボーフロン（英語版）、エスペラント語、イド語提唱者（* 1855年）
- 1938年 - クリスティアン・ロールフス、画家（* 1849年）
- 1941年 - ロバート・ベーデン＝パウエル、ボーイスカウト創始者（* 1857年）
- 1944年 - ジョセフ・ジャストロウ（英語版）、心理学者（* 1863年）
- 1948年 - クルト・シュヴィッタース、芸術家、画家（* 1887年）
- 1949年 - 蔵原惟郭、教育者、政治家（* 1861年）
- 1949年 - 梅津美治郎、日本陸軍の参謀総長（* 1882年）
- 1950年 - ヨーゼフ・シュンペーター、経済学者（* 1883年）
- 1952年 - アントニア・モーリ、天文学者（* 1866年）
- 1953年 - チャールズ・メリアム、政治学者（* 1874年）
- 1957年 - 吉田甲子太郎、翻訳家、児童文学者（* 1894年）
- 1964年 - マルティン・スティクスルート、フィギュアスケート選手（* 1876年）
- 1965年 - C・T・オニオンズ、英語学者、辞書編集者、オックスフォード英語辞典の共編者（* 1914年）
- 1967年 - ジャック・エイム（英語版）、ファッションデザイナー（* 1899年）
- 1967年 - ズビグニェフ・ツィブルスキ、俳優（* 1927年）
- 1969年 - アルバート・ヒル、陸上競技選手（* 1889年）
- 1969年 - 森寅雄、剣道・フェンシング選手（* 1914年）
- 1972年 - アール・R・ディーン（英語版）、デザイナー（* 1890年）
- 1975年 - 山田節男、政治家、元広島市長（* 1898年）
- 1975年 - リチャード・タッカー、テノール歌手（* 1913年）
- 1976年 - 周恩来、政治家、中華人民共和国初代国務院総理（* 1898年）
- 1980年 - トリグヴェ・グラン、パイロット、探検家、作家（* 1889年）
- 1980年 - ジョン・モークリー、ENIAC開発者（* 1907年）
- 1980年 - 黒田三郎、詩人（* 1919年）
- 1983年 - ゲルハルト・バルクホルン、ドイツ空軍のエース・パイロット（* 1919年）
- 1984年 - 上山勘太郎 (16代)、実業家、元大日本除虫菊会長（* 1899年）
- 1985年 - 猪野省三、児童文学作家（* 1905年）
- 1986年 - ピエール・フルニエ、チェリスト（* 1906年）
- 1988年 - 沢崎浩平、フランス文学者（* 1933年）
- 1993年 - 直井敏光、元プロレスラー（* 1966年）
- 1994年 - 出光計助、実業家、第2代出光興産社長（* 1900年）
- 1994年 - ハービー・ハディックス（英語版）、元プロ野球選手（* 1925年）
- 1994年 - ロイ・キヨオカ、写真家、詩人、芸術家（* 1926年）
- 1996年 - フランソワ・ミッテラン、政治家、フランス大統領（* 1916年）
- 1996年 - 内原英郎[16]、政治家、元石垣市長（* 1921年）
- 1996年 - 三橋美智也、歌手（* 1930年）
- 1997年 - メルヴィン・カルヴィン、化学者（* 1911年）
- 1998年 - マイケル・ティペット、作曲家（* 1905年）
- 2000年 - 田中正佐、実業家、元東急百貨店社長（* 1908年）
- 2000年 - 箕田源二郎、画家、絵本作家（* 1918年）
- 2002年 - アレクサンドル・プロホロフ、物理学者（* 1916年）
- 2002年 - 名東孝二、経済学者、元九州保健福祉大学（現・九州医療科学大学）学長（* 1919年）
- 2002年 - 北の洋昇、元大相撲力士（* 1923年）
- 2002年 - デイブ・トーマス（英語版）、実業家、ウェンディーズ創業者（* 1932年）
- 2005年 - 小森和子、映画評論家（* 1909年）
- 2005年 - 筒井敬介、児童文学作家・脚本家（* 1918年）
- 2005年 - 大島信雄、元プロ野球選手（* 1921年）
- 2006年 - 田中正明、評論家（* 1911年）
- 2006年 - トニー・バンクス、政治家（* 1943年）
- 2006年 - 田中なおみ、タレント、5代目クラリオンガール（* 1957年）
- 2007年 - イヴォンヌ・デ・カーロ、女優（* 1922年）
- 2007年 - 高橋アキラ、政治家、元豊橋市長（* 1923年）
- 2007年 - イワオ・タカモト、アニメーター（* 1925年）
- 2008年 - クライド・オーティス、作詞家、プロデューサー（* 1924年）
- 2008年 - 上野喜一郎、実業家、元南国殖産社長（* 1929年）
- 2009年 - 阿部新、政治家、元秋田県鹿角市長（* 1919年）
- 2009年 - ガストン・ルノートル（英語版）、パティシエ（* 1920年）
- 2009年 - 深沢邦朗、童画家（* 1923年）
- 2009年 - 牟田悌三、俳優、社会福祉活動家（* 1928年）
- 2009年 - 今川瑛一、経済学者、創価大学名誉教授（* 1937年）
- 2010年 - アート・クローキー、アニメーター（* 1921年）
- 2010年 - オトマール・スウィトナー、指揮者（* 1922年）
- 2010年 - 東恵美子、女優（* 1924年）
- 2010年 - アミール・ヴァヘディ、ポーカー選手（* 1961年)
- 2011年 - イジー・ディーンストビール、政治家、ジャーナリスト（* 1937年）
- 2011年 - 横澤彪、テレビプロデューサー（* 1937年）
- 2012年 - 西山松之助、歴史学者、東京教育大学名誉教授（* 1912年）
- 2012年 - 林巨樹、日本語学者、青山学院大学名誉教授（* 1924年）
- 2012年 - アレクシス・ワイセンベルク、ピアニスト（* 1929年）
- 2012年 - 吉谷宗夫、歯科医師、政治家、元栃木県足利市長（* 1930年）
- 2012年 - 玉木宏樹、作曲家、指揮者、バイオリニスト（* 1943年）
- 2013年 - 渡辺力、プロダクトデザイナー（* 1911年）
- 2013年 - 安斎政威、牧師（* 1912年）
- 2013年 - 中村日出夫、空手家、空手道拳道会初代会長（* 1913年）
- 2013年 - 古角俊郎、高校野球指導者（* 1921年）
- 2013年 - 宮川やすえ、ロシア児童文学翻訳家、拓殖大学名誉教授（* 1926年）
- 2013年 - 柿木吾郎、音楽学者、上越教育大学名誉教授（* 1930年）
- 2013年 - 奥田章三[17]、トランペット奏者（* 1948年）
- 2014年 - 勝又武一、政治家、元日本社会党参議院議員（* 1924年）
- 2014年 - 萩原宏、工学者、京都情報大学院大学初代学長、京都大学名誉教授（* 1926年）
- 2015年 - 長田博孝、実業家、元三菱銀行取締役（* 1923年）
- 2015年 - 脇圭平、政治学者、同志社大学名誉教授（* 1924年）
- 2015年 - 初岡栄治、元プロ野球選手（* 1930年）
- 2015年 - 上島久男、競艇選手（* 1948年）
- 2016年 - マリア・テレーザ・デ・フィリッピス、レーシングドライバー、女性初のF1ドライバー（* 1926年）
- 2016年 - 小川信、政治家（* 1932年）
- 2016年 - 宮川孝雄、元プロ野球選手（* 1936年）
- 2016年 - オーティス・クレイ、ソウル・シンガー（* 1942年）
- 2017年 - ニコライ・ゲッダ、オペラ歌手（* 1925年）
- 2017年 - 豊田芳年、実業家、元豊田自動織機社長・会長・名誉会長、中部経済連合会会長（* 1925年）
- 2017年 - ハーシェミー・ラフサンジャーニー、政治家、第4代イラン大統領（* 1934年）
- 2017年 - ジェイムス・マンチャム、政治家、初代セーシェル大統領（* 1939年）
- 2017年 - 谷口義幸、政治家、元日南市長（* 1943年）
- 2017年 - 畑原基成、政治家、元山口県玖珂郡錦町長（* 1954年）
- 2018年 - 五代目笑福亭枝鶴、落語家（* 1945年）
- 2018年 - 田中耕二、俳優（* 1954年）
- 2018年 - 藤井喬梓、現代音楽の作曲家（* 1959年）
- 2018年 - フアン・カルロス・ガルシア、プロサッカー選手（* 1988年）
- 2019年 - 福田平、法学者、一橋大学名誉教授（* 1923年）
- 2020年 - バック・ヘンリー、俳優、脚本家、映画監督（* 1930年）
- 2020年 - ピラール・デ・ボルボン・イ・ボルボン＝ドス・シシリアス、スペインの王族、インファンテ（* 1936年）
- 2020年 - 公文宏、元官僚、元国土事務次官（* 1936年）
- 2020年 - 大野慶人、舞踏家（* 1938年）
- 2021年 - 徐勤先、元軍人（* 1935年）
- 2021年 - 足立康、歴史学者、翻訳家、青山学院女子短期大学名誉教授（* 1936年）
- 2021年 - デヴィッド・ダーリング、チェリスト、作曲家（* 1941年）
- 2021年 - スティーヴ・カーヴァー、映画監督（* 1945年）
- 2022年 - 高橋和雄、政治家、元山形県知事（* 1930年）
- 2022年 - 永沢まこと、イラストレーター、元アニメーター（* 1936年）
- 2022年 - アンドリュー・ジェニングス、ジャーナリスト（* 1943年）
- 2022年 - ニナ・セリュニナ＝ロチェワ、元クロスカントリースキー選手、1980年レークプラシッド五輪銀メダリスト（* 1948年）
- 2023年 - ジークフリート・クルツ、指揮者（* 1930年）
- 2023年 - ジャック・ヘイフォード、牧師、神学者、 フォークスクエア教会の総裁（* 1934年）
- 2023年 - ラッセル・バンクス（英語版）、作家、詩人（* 1940年）
- 2023年 - 高山登、現代美術家、元宮城教育大学教授、東京藝術大学教授（* 1944年）
- 2023年 - 姥貝卓美[18]、実業家、三菱樹脂（現三菱ケミカル）元社長（* 1948年）
- 2023年 - チャールズ・デビッド・アリス、分子生物学者、ロックフェラー大学教授、ヒストン修飾発見者（* 1951年）
- 2023年 - ロベルト・ディナミッチ、元サッカー選手、政治家（* 1954年）
- 2024年 - 塚本勝人、政治家、元福岡県甘木市長、元福岡県朝倉市長（* 1935年）
- 2024年 - 糸井通浩、日本文学者、日本語学者、京都教育大学名誉教授、龍谷大学名誉教授（* 1938年）
- 2024年 - 和歌山静子、挿絵画家、絵本作家（* 1940年）
- 2024年 - 林夏生[19]、政治学者、富山大学准教授、LGBT法連合会代表理事（* 1970年）
- 2024年 - 古川正己（MASAMI）、プロレスラー（* 1974年）
- 2024年 - エイダン・カント、俳優（* 1981年）
- 2025年 - 新川博、キーボーディスト（* 1955年）

### 人物以外（動物など）
- 2024年 - 柴犬まる、柴犬（* 2007年）

## 記念日・年中行事
- 成人の日（ 日本）※1月第2月曜日（2001年、2007年、2018年、2024年など）
- 正月事納め（ 日本）
- イヤホンの日（ 日本）
イヤホンナビが制定。いつでも気軽に音楽を聴ける道具として、「イ(1)ヤ(8)ホン」の語呂合せでこの日を記念日とした[20][21]。
- 外国郵便の日（ 日本）
1875年のこの日、横浜郵便局（現・横浜港郵便局）で外国郵便の開業式が行われた。横浜の外国人居留地のアメリカの郵便局が外国郵便の業務を行っていたが、これ以降日本政府が業務を行うこととした。
- 十日恵比須神社『正月大祭』（ 日本）
十日戎は、漁業の神、商売繁盛の神、五穀豊穣の神として有名な「七福神」の戎（恵比寿）様を祀るお祭り。恵比須様を祀る神社の多くでは、毎年1月10日前後に祭事が営まれる。特に福岡市の十日恵比須神社で1月8日から1月11日まで行われる『正月大祭』には、商売繁昌のご利益を得るために多くの参詣者が集まる[22]。
- 初薬師（ 日本）
毎月8日と12日は薬師如来の縁日で、1年で最初の縁日は「初薬師」と呼ばれる。薬師如来は、現世利益を聞き入れるとともに、人々を病気の苦しみから救ってくれる存在といわれている。初薬師では、御開帳や特別祈祷、初薬師の法要などを行う寺院も多い[23]。